# 愛新覚羅溥任
愛新覚羅 溥任（あいしんかくら ふにん、1918年9月21日 - 2015年4月10日）は、辛亥革命後に誕生した清の皇族の子。「ラストエンペラー」として知られる愛新覚羅溥儀の弟。漢名は金友之。

## 生涯

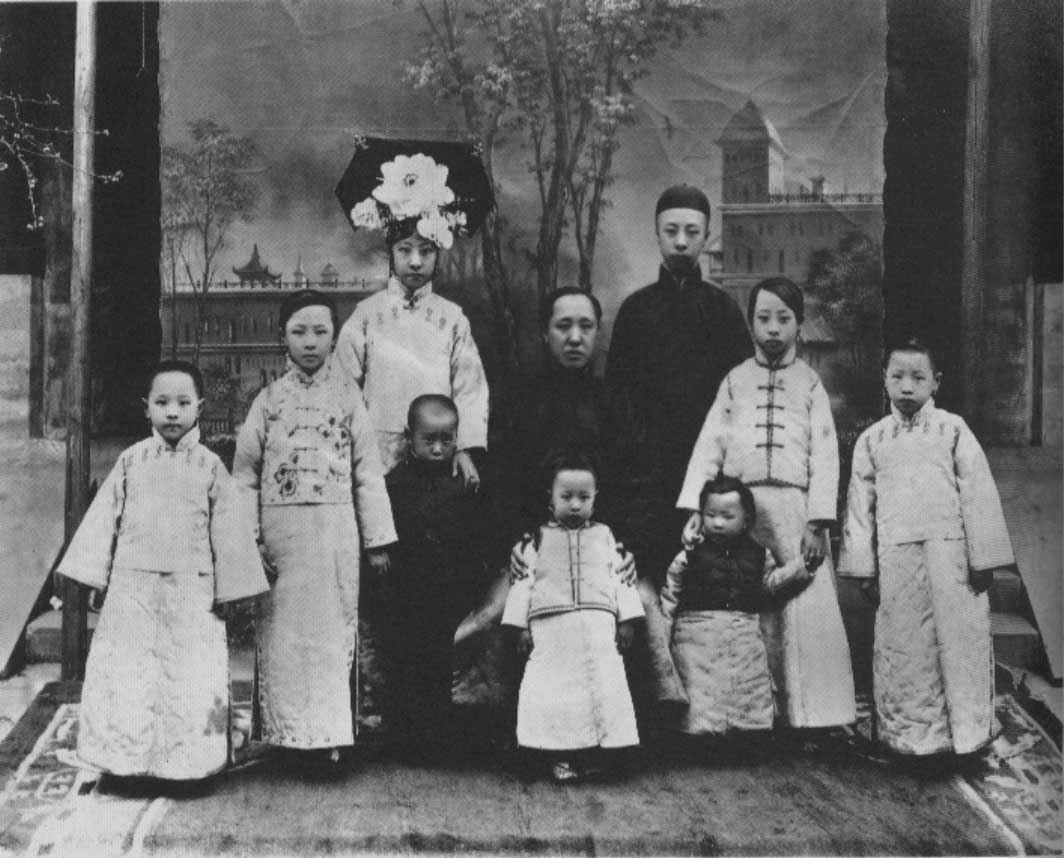
前列3段目が溥任（1921年撮影）

1918年9月21日、醇親王載灃の四男として、北京で誕生した。溥任の誕生当時、国家としての清はすでに1912年の辛亥革命により滅亡していたが、清室優待条件により、皇室は「遜清皇室小朝廷」として維持されていた。
長兄の溥儀が「康徳帝」として満洲国の皇帝に即位しても、溥任は兄とは異なり執政には関与しなかった。1947年に小学校を設立してその校長を務めるなど、戦後は教育事業に従事した。退職後は清朝史を研究した。著書に『晩清皇子生活與讀書習武』、『清季王府於飲食醫療偏見』、『醇親王府回憶』などがある。
1994年に次兄である愛新覚羅溥傑が死去すると、愛新覚羅氏（金氏）の当主となった。
2015年4月10日、96歳で死去。告別式には愛新覚羅一族およそ100名が集まった。
子に金毓嶂がいるが彼の子は娘の金鑫（1976年 - ）のみであり、女子は当主を継承できないため、当主の継承者は弟の金毓峑（1946年 - ）になる。